# Frank Malzone
Frank James Malzone (ur. 28 lutego 1930 w Nowym Jorku, zm. 29 grudnia 2015 w Needham) – amerykański baseballista, który występował na pozycji trzeciobazowego.
Malzone podpisał kontrakt jako wolny agent z Boston Red Sox w 1947 roku i początkowo grał w klubach farmerskich tego zespołu, między innymi w Louisville Colonels, reprezentującym poziom Triple-A. W Major League Baseball zadebiutował 17 września 1955 w meczu przeciwko New York Yankees jako pinch runner. W 1957 po raz pierwszy zagrał w Meczu Gwiazd i po raz pierwszy otrzymał Złotą Rękawicę.
W listopadzie 1965 został zawodnikiem California Angels, w którym zakończył karierę. W późniejszym okresie był między innymi skautem w Boston Red Sox. W listopadzie 1995 został uhonorowany członkostwem w Baseball Hall of Fame tego klubu.
| Nagroda/wyróżnienie | Lata                                               | Źródło |
| 8× All-Star         | 1957, 1958, 1959¹, 1959², 1960¹, 1960², 1963, 1964 | [ 4 ]  |
| 3× Gold Glove Award | 1957, 1958, 1959                                   | [ 4 ]  |